# Napropamid
Napropamid ist eine chemische Verbindung aus der Gruppe der Acetamide. Sie wurde 1971 von Stauffer Chemical als Herbizid eingeführt.

## Gewinnung und Darstellung
Napropamid kann ausgehend von Propionsäure dargestellt werden. Diese wird bromiert und reagiert mit Thionylchlorid. Das Zwischenprodukt reagiert weiter mit Diethylamin und 2-Naphthol zu Napropamid.

## Verwendung
Napropamid wird als selektives Vorauflaufherbizid gegen Ungräser und Unkräuter im Winterraps-, Obst-, Gemüse- und Zierpflanzenanbau eingesetzt. Im Rapsanbau wird es teilweise per Vorsaateinarbeitung in den Boden eingebracht.
Napropamid zählt zu den Bodenherbiziden und wirkt als Fettsäuresynthese-Hemmer (VLCFA-Hemmer).

## Zulassung
In Deutschland, Österreich und der Schweiz sowie weiteren Staaten der EU sind Pflanzenschutzmittel mit Napropamid als Wirkstoff zugelassen.